# Dzsecün Pema bhutáni királyné
Dzsecün Pema bhutáni királyné (dzongkhául: རྗེ་བཙུན་པདྨ་, Wylie-féle átírással: rje btsun padma, nyugaton: Jetsun Pema; Timpu, 1990. június 4. –) Dzsigme Keszar Namgyal Vangcsuk bhutáni király feleségeként 2011 óta Bhután királynéja.
Dhondup Gyaltshen és az ősi bhutáni nemesi családból származó Szonam Csoki második leánya az öt gyermek közül, két fivére és két nővére van. Alap- és középfokú tanulmányait bhutáni és indiai iskolákban végezte, majd a londoni Regent′s University nemzetközi kapcsolatok szakán szerzett diplomát. Eljegyzésüket Dzsigme Keszar Namgyal Vangcsuk bhutáni király 2011. május 20-án jelentette be az országgyűlés nyitó ülésén; az esküvőre és Dzsecün Pema királynévá koronázására 2011. október 13-án került sor a Punakha Dzongban. Királynéként számos belföldi és külföldi diplomáciai útjára elkísérte a férjét. Három gyermekük született:
- Dzsigme Namgyel Vangcsuk trónörökös herceg (2016− ),
- Dzsigme Ugyen Vangcsunk herceg (2020− ),
- Szonam Jangden Vangcsuk hercegnő (2023− ).

## Fordítás
- Ez a szócikk részben vagy egészben  a   Jetsun Pema című angol Wikipédia-szócikk ezen változatának fordításán alapul.  Az eredeti cikk szerkesztőit annak laptörténete sorolja fel. Ez a jelzés csupán a megfogalmazás eredetét és a szerzői jogokat jelzi, nem szolgál a cikkben szereplő információk forrásmegjelöléseként.